# Nyctophilus howensis
Nyctophilus howensis is een uitgestorven vleermuis uit het geslacht Nyctophilus die slechts bekend is van een enkele schedel die in een grot op het Lord Howe-eiland (New South Wales) is gevonden. De schedel komt waarschijnlijk uit het Holoceen en is 23 mm lang. Omdat een bezoeker in 1889 aangaf dat er soms een vleermuis op het eiland werd gezien die groter was dan Chalinolobus morio, is het mogelijk dat de soort pas recent is uitgestorven. Dat uitsterven is mogelijk veroorzaakt door de introductie van ratten en/of katten.
Nyctophilus arnhemensis · Nyctophilus bifax · Nyctophilus corbeni · Nyctophilus daedalus · Nyctophilus geoffroyi · Nyctophilus gouldi · Nyctophilus heran · Nyctophilus holtorum · Nyctophilus howensis · Nyctophilus major · Nyctophilus microdon · Nyctophilus microtis · Nyctophilus nebulosus · Nyctophilus sherrini · Nyctophilus shirleyae · Nyctophilus timoriensis · Nyctophilus walkeri